# Sicyopterus
Sicyopterus es un género de peces de la familia Gobiidae y de la orden de los Perciformes.

## Especies
- Sicyopterus aiensis (Keith, Watson & Marquet, 2004)
- Sicyopterus brevis (de Beaufort, 1912)
- Sicyopterus caeruleus (Lacépède, 1800)
- Sicyopterus caudimaculatus (Maugé, Marquet & Laboute, 1992)
- Sicyopterus crassus (Herre, 1927)
- Sicyopterus cynocephalus (Valenciennes, 1837)
- Sicyopterus eudentatus (Parenti & Maciolek, 1993)
- Sicyopterus fasciatus (Day, 1874)
- Sicyopterus franouxi (Pellegrin, 1935)
- Sicyopterus fuliag (Herre, 1927)
- Sicyopterus griseus (Day, 1877)
- Sicyopterus hageni (Popta, 1921)
- Sicyopterus japonicus (Tanaka, 1909)
- Sicyopterus lacrymosus (Herre, 1927)
- Sicyopterus lagocephalus (Pallas, 1770)
- Sicyopterus lividus (Parenti & Maciolek, 1993)
- Sicyopterus longifilis (de Beaufort, 1912)
- Sicyopterus macrostetholepis (Bleeker, 1853)
- Sicyopterus marquesensis (Fowler, 1932)
- Sicyopterus microcephalus (Bleeker, 1854)
- Sicyopterus micrurus (Bleeker, 1853)
- Sicyopterus ouwensi (Weber, 1913)
- Sicyopterus panayensis (Herre, 1927)
- Sicyopterus parvei (Bleeker, 1853)
- Sicyopterus pugnans (Ogilvie-Grant, 1884)
- Sicyopterus punctissimus (Sparks & Nelson, 2004)
- Sicyopterus rapa (Parenti & Maciolek, 1996)
- Sicyopterus sarasini (Weber & de Beaufort, 1915)
- Sicyopterus stimpsoni (Gill, 1860)
- Sicyopterus wichmanni (Weber, 1894)

- Datos: Q1062466
- Multimedia: Sicyopterus / Q1062466
- Especies: Sicyopterus